# Paranthrenopsis flaviventris
Paranthrenopsis flaviventris is een vlinder uit de familie wespvlinders (Sesiidae), onderfamilie Tinthiinae.
Paranthrenopsis flaviventris is voor het eerst wetenschappelijk beschreven door Kallies & Arita in 2001. De soort komt voor in het Oriëntaals gebied.